# Störerhaftung
Als Störerhaftung wird im deutschen Recht die Haftung eines Störers als Handlungsstörer, Zustandsstörer oder Mitstörer bezeichnet, welche allgemeine Vorschriften im Sachenrecht (§ 1004 BGB) sowie des Verwaltungsrechts regeln.

## Allgemeines
Die Störerhaftung ist eine Rechtsfigur, mit der die Rechtsprechung die Verantwortlichkeit einer Person für die Verletzung eines absoluten Rechts begründet. Sie erlaubt etwa dem Rechtsinhaber eines Urheber-, Marken-, Kennzeichen- oder Persönlichkeitsrechts sein Recht in erweiterter Weise zu verteidigen. Gemäß § 1004 BGB haftet der Störer bei gegenwärtigen oder drohenden Eigentumsstörungen auf Beseitigung und Unterlassung. Aus dieser Vorschrift hat die Rechtsprechung die Störerhaftung in anderen Rechtsgebieten entwickelt.

## Bürgerliches Recht
Nach der zivilrechtlichen Störerhaftung kann derjenige, der – ohne Täter oder Teilnehmer zu sein – in irgendeiner Weise willentlich und adäquat kausal zur Verletzung eines geschützten Rechtsgutes beiträgt, als Störer auf Unterlassung der Rechtsverletzung in Anspruch genommen werden.
Als Störer gilt auch, wer Unterlassungsansprüche Dritter durch unzulässige Immissionen von Geruch, Lärm, Strahlung, Verunreinigungen oder durch Emission von sonstigen Störfaktoren in die Umwelt auslöst.

## Internetrecht
Bedeutung kommt der Störerhaftung unter anderem im Internetrecht zu. Die Störerhaftung ist weiter gefasst als die Verbreiterhaftung. Störer ist dabei jemand, der auf beliebige Weise mit der Verbreitung rechtlich zu beanstandender Inhalte zu tun hat. Ob ein bloßer Verweis auf anonym veröffentlichte Daten eine Störerhaftung rechtfertigt, ist umstritten.
Der Umfang der Prüfpflichten ist grundsätzlich eingeschränkt, erstreckt sich nicht unbedingt auf externe Webseiten und muss immer in Güterabwägung mit den Regelungen der Meinungs- und Pressefreiheit aus Art. 5 Abs. 1 GG gesehen werden. Schärfere Prüfpflichten greifen jedoch, sobald der potenzielle Störer durch eine Abmahnung adressiert wurde.
Die Störerhaftung für Rechtsverletzungen im Internet ist die Grundlage eines Geschäftsmodells von auf Abmahnungen spezialisierten Anwaltskanzleien. Im Juni 2017 wurde in Deutschland beschlossen, dass die Störerhaftung für Betreiber von WLAN-Netzen abgeschafft wird. Die Änderung wurde am 12. Oktober 2017 im Bundesgesetzblatt veröffentlicht und trat am 13. Oktober 2017 in Kraft.

### Telemediengesetz bzw. E-Commerce-Richtlinie
Für Access-, Cache- und Hostingprovider gelten die sog. Haftungsprivilegierungen in §§ 8–10 Telemediengesetz (TMG), welche Art. 12–14 der E-Commerce-Richtlinie (2000/31/EG) umsetzen. Es ist umstritten, ob diese Haftungsprivilegierungen auch Unterlassungsansprüche in Deutschland aufgrund der Störerhaftung berühren. Der BGH vertritt seit 2004 die Auffassung, dass die sog. Haftungsprivilegierungen nach §§ 8–10 TMG nicht gelten, d. h. die Störerhaftung unberührt lassen. Seit 2012 wird dies in der Literatur und in Urteilen von Instanzgerichten angezweifelt, und die Auffassung vertreten, dass die genannten Privilegierungen auch für Unterlassungsansprüche nach der Störerhaftung gelten. Der Europäische Gerichtshof stellte klar, dass, wie bisher vom BGH angenommen, die Artikel 12 Abs. 3, 13 Abs. 2, 14 Abs. 3 E-Commerce-Richtlinie dahin zu verstehen sind, dass auf nationaler Ebene auch Unterlassungsansprüche wie nach der deutschen Störerhaftung von den Haftungsprivilegierungen unberührt bleiben.

### Hyperlinks
Nach weitgehend übereinstimmender Rechtsprechung lehnen deutsche Gerichte eine pauschale Haftung für Hyperlinks ab; im Einzelfall kommt jedoch eine Haftung als Störer in Betracht. Der Bundesgerichtshof (BGH) lehnte 2004 im „Schöner-Wetten-Urteil“ eine pauschale Störerhaftung für das Anbringen von Hyperlinks ab. In diesem Verfahren hatte eine Zeitschrift über ein Glücksspiel-Unternehmen in Österreich berichtet, das die Möglichkeit der Wettabwicklung ohne Geldeinsatz über das Internet anbot. In der Online-Ausgabe wurde dabei mit Hyperlinks auf Internetadressen des Wettanbieters verwiesen.
In einem weiteren Urteil wies der BGH Ende 2010 mit seinem „Heise-Urteil“ eine Klage führender Unternehmen der Musikindustrie gegen den Heise-Verlag zurück. Dieser hatte Anfang 2005 in einem Bericht über das Kopierprogramm „AnyDVD“ des auf Antigua angesiedelten Software-Anbieters Slysoft, das vor allem auch zur Herstellung in Deutschland illegaler Raubkopien unter Umgehung des Kopierschutzes geeignet sein sollte, dessen Website verlinkt und war unmittelbar darauf auf Unterlassung verklagt worden. Nachdem Heise im Verfügungsverfahren vor dem OLG München sowie mit einer dagegen gerichteten Verfassungsbeschwerde wegen Verstoßes gegen Art. 5 GG (aus formalen Gründen) gescheitert war und auch im anschließenden Hauptsacheverfahren beim OLG München unterlag, siegte der Verlag nach fast sechs Jahren höchstrichterlich beim BGH überraschend glatt. Schließlich wurde Anfang 2012, nach sieben Jahren, auch die Musikindustrie mit der nun umgekehrt gerichteten Beschwerde wegen Verstoßes gegen Art. 14 GG vom Bundesverfassungsgericht abgewiesen.

### Haftung von Plattformen für Markenrechtsverletzungen
In Bezug auf das Internet-Auktionshaus Ricardo.de (Ricardo-Entscheidung) entschied der BGH 2004 über die Störerhaftung für gefälschte Markenuhren (der Marke Rolex und verwandter Marken). Die Möglichkeit einer Haftung für ein Internet-Auktionshaus auch bei Fremdversteigerungen für Markenverletzung bejahte der u. a. für Markenrecht zuständige I. Zivilsenat des Bundesgerichtshofes. Zwar sei es einem Internet-Auktionshaus nicht zuzumuten, jedes Angebot, das vom Anbieter selbständig ins Internet gestellt wird, sofort zu überprüfen. Dies „würde das gesamte Geschäftsmodell in Frage stellen.“ Sofern aber ein konkreter Fall einer (Marken-)Rechtsverletzung bekannt werde, müsse das beklagte Auktionshaus nicht nur das jeweilige Angebot selbst sperren, sondern auch „technisch mögliche und zumutbare Maßnahmen ergreifen, um Vorsorge dafür zu treffen, dass es nicht zu weiteren entsprechenden Markenverletzungen“ komme. Darüber, wie solche „vorgezogenen Filterverfahren“ aussehen könnten und müssten, konnte der BGH wegen fehlender Tatsachenfeststellungen in diesem Revisionsurteil nicht entscheiden. Die Sache wurde daher an das Berufungsgericht zurückverwiesen.

### Haftung von Telekom-Anbietern
Es ist umstritten, ob Telekommunikationsdiensteanbieter durch das Providerprivileg weitgehend von der Störerhaftung befreit sind. Der BGH vertritt hierzu die Auffassung, dass das Providerprivileg nur für Schadensersatzansprüche gilt, während Unterlassungsansprüche wie die Störerhaftung davon nicht erfasst sind. Lange nicht gerichtlich geklärt war, ob Vereine oder Privatpersonen, die unentgeltlich den Zugang ins Internet bereitstellen (Freifunk), oder Privatpersonen, die irrtümlich ihr WLAN nicht ausreichend absichern (verschlüsseln) oder anderen bereitstellen und hierdurch Urheberrechtsverletzungen ermöglichen, sich ebenfalls auf das Providerprivileg berufen können. Mittlerweile hat der Gesetzgeber diese Frage geklärt. Seit dem 13. Oktober 2017 entfallen aufgrund der 3. Änderung des Telemediengesetzes sowohl die Störungshaftung als auch der Unterlassungsanspruch und jegliche damit verbundenen Kosten für Diensteanbieter, wie z. B. Betreiber von W-LAN-Netzen.

### WLAN-Betreiber

#### Änderungen und Verfahren 2016
Am Europäischen Gerichtshof (EuGH) ist seit April 2016 ein Verfahren anhängig, das klären soll, ob eine Haftung privater Anbieter von WLAN-Hotspots für eventuelle Rechtsverstöße ihrer User mit europäischem Recht vereinbar ist. Grundlage des Verfahrens ist eine Anrufung des Landgerichts München I. Ein Mitglied der Piratenpartei hatte sich gegen Forderungen von Sony Entertainment wegen eines illegalen Downloads über sein offenes WLAN zur Wehr gesetzt. Am 16. März 2016 erklärte Generalanwalt Maciej Szpunar vor dem EuGH, dass der Betreiber eines Geschäfts, einer Bar oder eines Hotels, der der Öffentlichkeit ein WLAN-Netz kostenlos zur Verfügung stellt, für Urheberrechtsverletzungen eines Nutzers nicht verantwortlich ist.
Mit der am 21. Juli 2016 erlassenen Änderung des Telemediengesetzes wurde durch eine Ergänzung von § 8 Abs. 3 klargestellt, dass auch Zugangsanbieter, die Nutzern einen Internetzugang über ein drahtloses lokales Netzwerk zur Verfügung stellen, haftungsprivilegiert sind. Damit wird klargestellt, dass WLAN-Betreiber unter das sogenannte Providerprivileg fallen. Die eigentliche Abschaffung der Störerhaftung hat es hingegen nicht in den Gesetzestext geschafft. Stattdessen findet sich in der Begründung des Gesetzes lediglich der Hinweis, dass der Gesetzgeber es gern sähe, dass WLAN-Betreiber nicht mehr für Rechtsverstöße Dritter abgemahnt und auf Unterlassung in Anspruch genommen werden können.
Echte Rechtssicherheit für offene Funknetze wird damit gerade nicht erreicht. Im Gegensatz zum eigentlichen Gesetzestext ist die Begründung nicht bindend. Gerichte können sie zur Auslegung heranziehen, müssen die dort dargelegte Sichtweise aber nicht zwingend teilen. Von verschiedener Seite wird kritisiert, dass mit dem Gesetz keinerlei Fortschritt verbunden sei. Die Große Koalition habe damit gerade nicht den Weg für offenes WLAN in Deutschland freigemacht. Dazu hätte sie die Betreiber im Gesetz ausdrücklich insbesondere von Unterlassungsansprüchen freistellen müssen.
In September 2016 entschied der EuGH im Falle „McFadden“: „Ein Geschäftsinhaber, der der Öffentlichkeit kostenlos ein WiFi-Netz zur Verfügung stellt, ist für Urheberrechtsverletzungen eines Nutzers nicht verantwortlich“. Diese Aussage des EuGH könnte mitunter als verwirrend empfunden werden. Denn hierzulande drohte dem WLAN-Betreiber ohnehin nur die Inanspruchnahme auf Unterlassen aufgrund der Störerhaftung. Gerade eine solche Inanspruchnahme (bzw. Verantwortlichkeit) lässt der EuGH aber weiter zu. Der EuGH (der mit seiner Formulierung von der Nichtverantwortlichkeit v. a. an die Schadensersatzhaftung dachte) hat nämlich in dem Urteil gleichzeitig entschieden, dass der WLAN-Betreiber wegen Urheberrechtsverletzungen seiner Nutzer sehr wohl auf Unterlassung in Anspruch genommen werden kann; ihm können dann auch diesbezügliche Abmahn- und Gerichtskosten auferlegt werden. Damit droht dem WLAN-Betreiber gerade in den praxisrelevantesten Fällen, nämlich der Inanspruchnahme auf Unterlassen, weiter eine Inanspruchnahme und Kostentragung. Der EuGH folgte gerade nicht den WLAN-freundlichen Vorschlägen des Generalanwaltes, sondern ebnete den Weg für eine (weiterhin) recht strenge Störerhaftung der WLAN-Betreiber. Aufgrund der Vorgaben des EuGH darf nationales Recht (wie z. B. die Störerhaftung) dazu führen, dass WLAN-Betreiber ihr Netz verschlüsseln müssen und das Passwort nur an identifizierte Nutzer herausgeben. Allerdings war die Prüfung des EuGH aufgrund der Vorlagefrage eingeschränkt. Insofern verblieb den nationalen Gerichten hiernach ein gewisser Spielraum, im Einzelfall etwas weniger streng zu entscheiden, wofür verschiedene tatsächliche Umstände (z. B. Nutzerkreis, Bandbreite, ggfs. beschränkte Zeitfenster für die Nutzer usw.) maßgeblich sein dürften.
Der Bundesgerichtshof (BGH) entschied mit Urteil vom November 2016, dass die Störerhaftung für die Verbreitung von urheberrechtlich geschützten Medien per Filesharing nicht gilt, wenn sich Unbekannte unerlaubt Zugriff auf ein durch Passwort geschütztes WLAN verschaffen. Damit schränkt der BGH die Störerhaftung in den sogenannten Filesharing-Fällen erheblich ein.

#### Änderungen und Verfahren seit 2017/18
Im April 2017 beschloss die Bundesregierung eine weitere TMG-Novelle, um die Störerhaftung von WLAN-Betreibern bei illegaler Nutzung abzuschaffen. Nachdem anfänglich eine Gruppe von Innenpolitikern der CDU/CSU-Fraktion noch Vorbehalte geäußert hatte, konnte Ende Juni 2017 auch im Bundestag innerhalb der Regierungskoalition eine Einigung über den Gesetzesentwurf erzielt werden. In der Literatur wird die Auffassung vertreten, dass „das 3. TMGÄndG nur wenig Rechtssicherheit für WLAN-Betreiber schafft. Unterlassungsansprüche gegen WLAN-Betreiber nach den Grundsätzen der Störerhaftung werden durch den unklaren Anspruch des § 7 Abs. 4 Satz 1 TMG ersetzt, womit die Fallkonstellation der Nutzung illegaler Musiktauschbörsen keiner zufriedenstellenden Lösung zugeführt wurde. Es bleibt abzuwarten, ob sich die Änderungen möglicherweise als europarechtswidrig entpuppen.“ Der BGH legte mit Urteil vom 26. Juli 2018 das neue TMG-Gesetz europarechtskonform aus, vor allem dahingehend, dass „der Anspruch auf Sperrmaßnahmen (...) nicht auf bestimmte Sperrmaßnahmen beschränkt (ist) und auch die Pflicht zur Registrierung von Nutzern, zur Verschlüsselung des Zugangs mit einem Passwort oder – im äußersten Fall – zur vollständigen Sperrung des Zugangs umfassen (kann).“ Damit werde, so ein Urteilskommentar auf offenenetze.de, die Unsicherheit der Vergangenheit wieder befördert, die der Gesetzgeber gerade beseitigen wollte. Denn weiterhin bleibe unklar, was der Anbieter eines WLANs nun im konkreten Einzelfall tun müsse. Mögliche Folgen seien, dass Anbieter von WLANs in „vorauseilendem Gehorsam Maßnahmen ergreifen“, insbesondere die – auch vom EuGH postulierte – Registrierung von Nutzern, obwohl es keinerlei Anhaltspunkte dafür gäbe, dass diese Maßnahme sinnvoll wäre. Anderenfalls müsse sich der Anbieter möglicherweise wegen jeder Rechtsverletzung verklagen lassen, damit ihm die Gerichte erklärten, was denn das Richtige gewesen wäre. Abschließend wird resümiert: „Die Folgen der Störerhaftung für öffentliche WLANs finden sich daher im Wesentlichen leider nur in neuem Gewand wieder“.